# Мюнден
Мю́нден (нем. Hann. Münden), прежде Ганноверш-Мюнден (нем. Hannoversch Münden) — город в Германии, в земле Нижняя Саксония, у слияния двух рек — Верры и Фульды, образующих Везер.
Входит в состав района Гёттинген. Население составляет 24 525 человек (на 31 декабря 2010 года). Занимает площадь 121,11 км². Официальный код — 03 1 52 016. Город подразделяется на 11 городских районов.

## Название города
Город на немецком языке официально называется Hann. Münden (рус. Ганн. Мюнден). Первоначальное название города Münden (рус. Мюнден), что означает «слияние», часто путали с названием города Minden (рус. Минден), который тоже расположен на реке Везер. Чтобы различить города, ввели уточнение: Hannoversch Münden (рус. Ганноверш-Мюнден) в курфюршестве Ганновер в отличие от Preußisch Minden (рус. Прёйсиш-Минден) в Пруссии или Minden (рус. Минден) в Вестфалии.
Полное название Ганноверш-Мюнден из-за длины не поместилось на билете железной дороги. К тому же акустически воспринималось как Ганновер-Шмюнден, что выглядело как название квартала города Ганновер. Сокращение Ганн. Мюнден не имело этих недостатков и быстро прижилось.

## Население
| Год  | Население |
| ---- | --------- |
| 1990 | 25 284    |
| 1995 | 26 463    |
| 2000 | 25 810    |
| 2005 | 25 173    |
| 2010 | 24 505    |

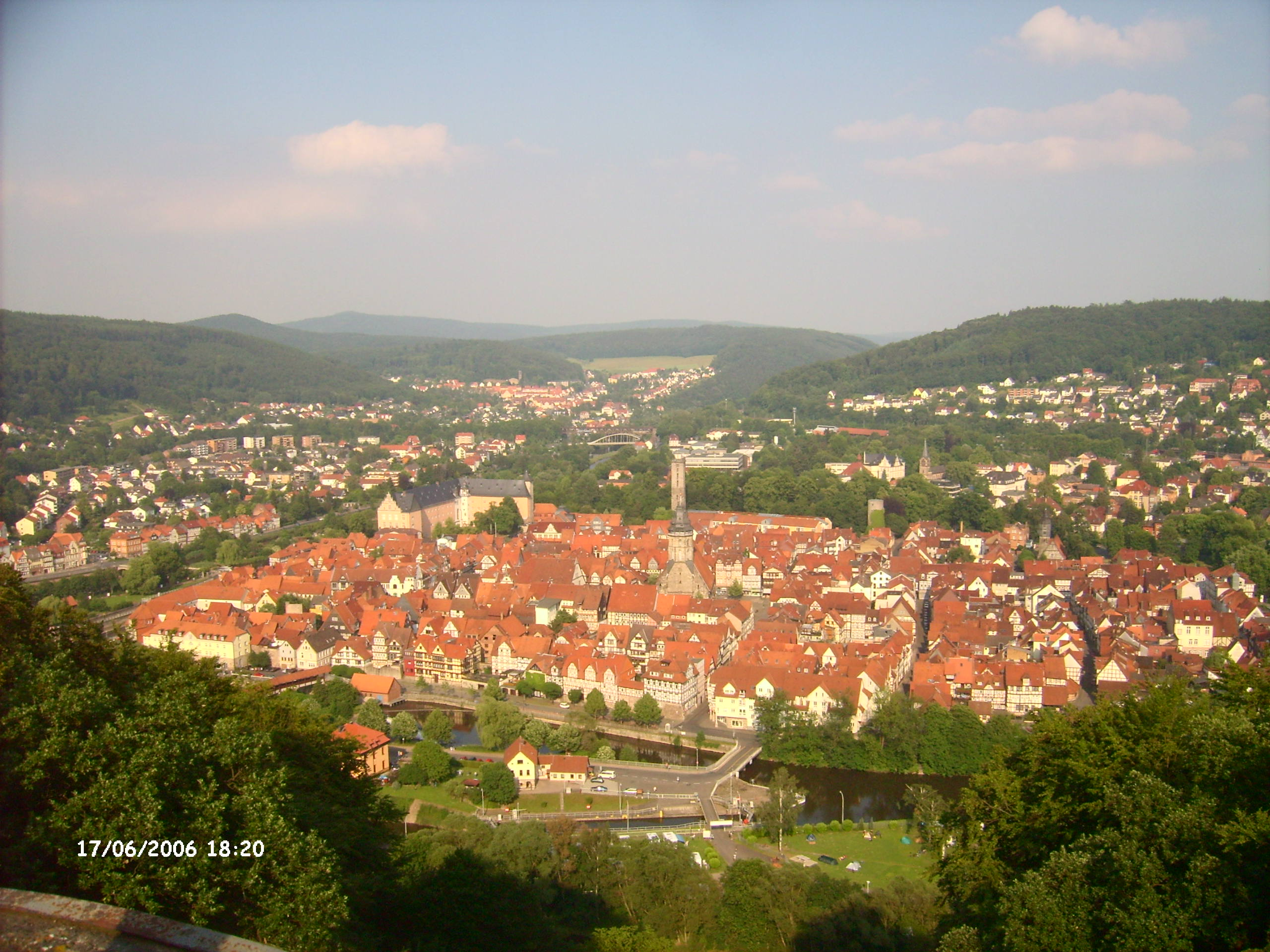
Вид на центр города
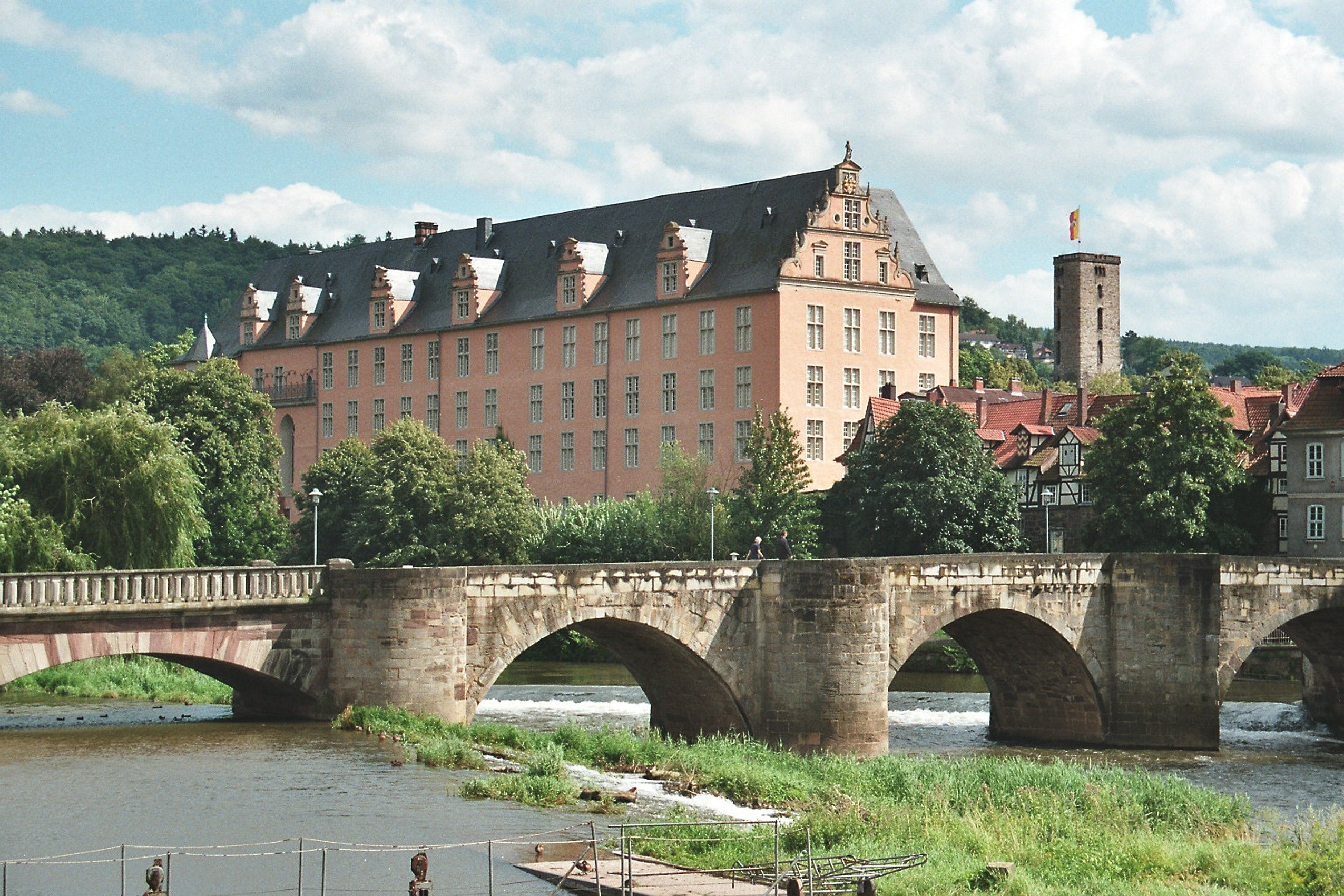
Средневековый мост через Верру и замок Вельфов
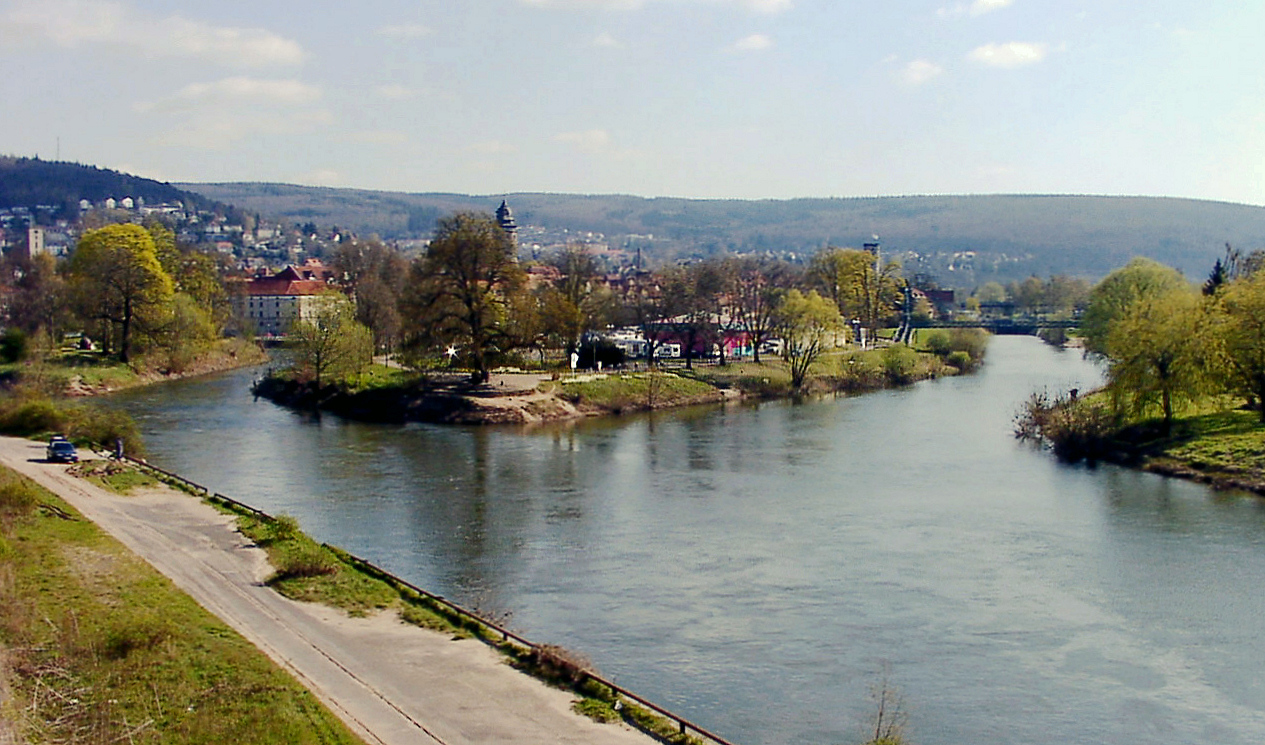
Место слияния Верры и Фульды